# ŽŠD Stadion
Das ŽŠD Stadion (Železničarsko Športno Društvo Stadion) ist ein Fußballstadion mit Leichtathletikanlage in der slowenischen Stadt Ljubljana. Es fasst 5000 Zuschauer (bei 2500 Sitzplätzen) und wurde 1930 erbaut.
Die Fußballvereine Interblock Ljubljana aus der slowenischen PrvaLiga und der FC Ljubljana nutzen es für ihre Heimspiele. Zeitweise spielte auch NK Olimpija Ljubljana im ŽŠD Stadion, denn es war bis zum Bau des Stadion Stožice das einzige moderne Stadion in Ljubljana. Es ist jedoch nicht tauglich für Spiele im Europapokal. Interblock Ljubljana weicht dann in die Arena Petrol mit bis zu 13.400 Zuschauerplätzen in Celje aus.